# OPKO Health
OPKO Health é uma companhia médica, laboratorial e farmacêutica estadunidense, sediada em Miami.

## História
A companhia opera em muitos países fora dos EUA, como nas Américas e em Israel onde tem índice na bolsa israelense..